# Davit Babayan
Davit Klimi Babayan (in armeno Դավիթ Կլիմի Բաբայան?; Step'anakert, 5 aprile 1973) è un politico karabakho.
Ha ricoperto, dal 2021 al 1º gennaio 2024, l'incarico di ministro degli Esteri della repubblica di Artsakh. Dopo l'offensiva azera nel Nagorno Karabakh del 2023, si è consegnato alle autorità azere e attualmente sta affrontando accuse penali in Azerbaigian.

## Educazione
- 1989–1994 - Istituto di Economia nazionale di Yerevan, diploma
- 1994–1997 - Università americana di Armenia, Yerevan, Armenia, Dipartimento di Scienze Politiche e Relazioni Internazionali
- 1997–1998 - Central European University, Budapest, Ungheria, Dipartimento di Relazioni Internazionali e Studi Europei
- 2002–2005 - Dottorando presso l'Istituto di studi orientali dell'Accademia nazionale delle scienze armena. PhD (Storia)
- 2018  - Istituto di studi orientali dell'Accademia nazionale delle scienze armena, dottore in scienze storiche)

## Carriera
- Settembre 1998 - dicembre 1999: Ministero degli Affari Esteri della repubblica del Nagorno Karabakh (NKR), Secondo Segretario del Dipartimento Politico.
- 1998-2007: Accademia umanitaria moderna russo-armena, docente di diritto pubblico internazionale, diritto privato internazionale, diritto internazionale umanitario, storia delle discipline politiche e legali.
- 2004-presente: Docente presso l'Università statale dell'Artsakh, insegnamento in corsi di scienze politiche, geopolitica e storia geopolitica dell'Azerbaigian.
- Gennaio 2000 - maggio 2001: Ministero degli Affari Esteri della NKR, Dipartimento Politico, Capo dell'Ufficio per la Programmazione Politica.
- Maggio 2001 - dicembre 2001: Ministero degli Affari Esteri della NKR, Capo del Dipartimento Politico.
- Dicembre 2001 - gennaio 2005: Esperto del gruppo di pianificazione sotto il presidente della repubblica.
- Febbraio 2005 - settembre 2007: Assistente del Presidente della Repubblica del Nagorno Karabakh.
- Settembre 2007 - dicembre 2013: Capo del Dipartimento centrale per le informazioni dell'Ufficio del presidente della Repubblica dell'Artsakh.
- Dicembre 2013 - 2020: Capo del Dipartimento centrale delle informazioni dell'Ufficio del presidente della Repubblica dell'Artsakh - vice capo dell'Ufficio del presidente della Repubblica dell'Artsakh.
- 17 aprile 2019: Presidente del Partito conservatore Artsakh.
- Maggio 2020 - gennaio 2021: Consigliere del Presidente della Repubblica Artsakh per le relazioni estere.
- Gennaio 2021 - ottobre 2023: Ministro degli Affari esteri della repubblica di Artsakh[3]

A lungo portavoce del presidente della repubblica Bako Sahakyan, nel 2020 ha partecipato alle elezioni generali come candidato alla presidenza della repubblica ottenendo peraltro un modesto risultato.

## Onorificenze
2016: medaglia di Stato "Vachagan Barepasht"